# Kasuga gongen genki-e
Le Kasuga gongen genki-e (春日権現験記絵, littéralement les « rouleaux illustrés des miracles des divinités shinto de Kasuga ») est un emaki composé de vingt rouleaux de soie peints et calligraphiés réalisé en 1309 à l’époque de Kamakura. Il rapporte les apparitions et miracles attribués aux divinités du sanctuaire shinto Kasuga-taisha de Nara. Datant de la toute fin de l’âge d’or des emaki, il s’agit d’une des dernières grandes œuvres classiques du genre.

## Art desemaki
Apparu au Japon entre le VIe siècle et le VIIIe siècle grâce aux échanges avec l’Empire chinois, l’art de l’emaki se diffusa largement auprès de l’aristocratie à l’époque de Heian. Un emaki se compose d’un ou plusieurs longs rouleaux de papier narrant une histoire au moyen de textes et de peintures de style yamato-e. Le lecteur découvre le récit en déroulant progressivement les rouleaux avec une main tout en le ré-enroulant avec l’autre main, de droite à gauche (selon le sens d’écriture du japonais), de sorte que seule une portion de texte ou d’image d’une soixantaine de centimètres est visible. La narration suppose un enchaînement de scènes dont le rythme, la composition et les transitions relèvent entièrement de la sensibilité et de la technique de l’artiste. Les thèmes des récits étaient très variés : illustrations de romans, de chroniques historiques, de textes religieux, de biographies de personnages célèbres, d’anecdotes humoristiques ou fantastiques…

## Sujet

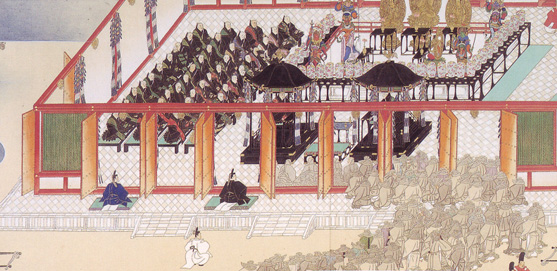
Cérémonie religieuse tenue dans la salle de lecture du Kōfuku-ji, dont l’intérieur est fidèlement représenté (rouleau 11 section 2).

Le texte et l’image du Kasuga gongen genki-e rapportent d’une part les miracles attribués aux divinités shintos honorées au Kasuga-taisha (apparitions, oracles, visions, bienfaits, rachats des damnés...), d’autre part les rites et cérémonies religieux tenus au sanctuaire. Ce dernier est notamment dédié à quatre principales divinités shintos qui sont perçues comme des manifestations de bouddhas (gongen) dans la théologie syncrétique japonaise (théorie honji suijaku). Ainsi, bien que le sujet principal appartienne au shinto, les thèmes et l’iconographie restent très proches du bouddhisme, prépondérant dans les emaki de l’époque. De nombreuses scènes traitent en réalité d’enseignements et légendes bouddhiques liés au Kōfuku-ji. Tant ce temple, majeur au Japon, que le Kasuga-taisha sont historiquement proches du clan Fujiwara, qui souhaitait sans doute honorer ces deux institutions et leur procurer plus de fidèles parmi le peuple ; le texte rappelle d’ailleurs le rôle protecteur des divinités de Kasuga pour le Kōfuku-ji. Cependant, au-delà du religieux, c’est toute la vie quotidienne des habitants de Nara qui est retranscrite dans les scènes.
Le récit se rapproche du genre des recueils de setsuwa (anecdotes médiévales bouddhiques) et des engi (histoires légendaires des temples et sanctuaires), tout en étant imprégné de la poésie classique waka dans laquelle le Kasuga-taisha est un utamakura traditionnel.

## Réalisation et description

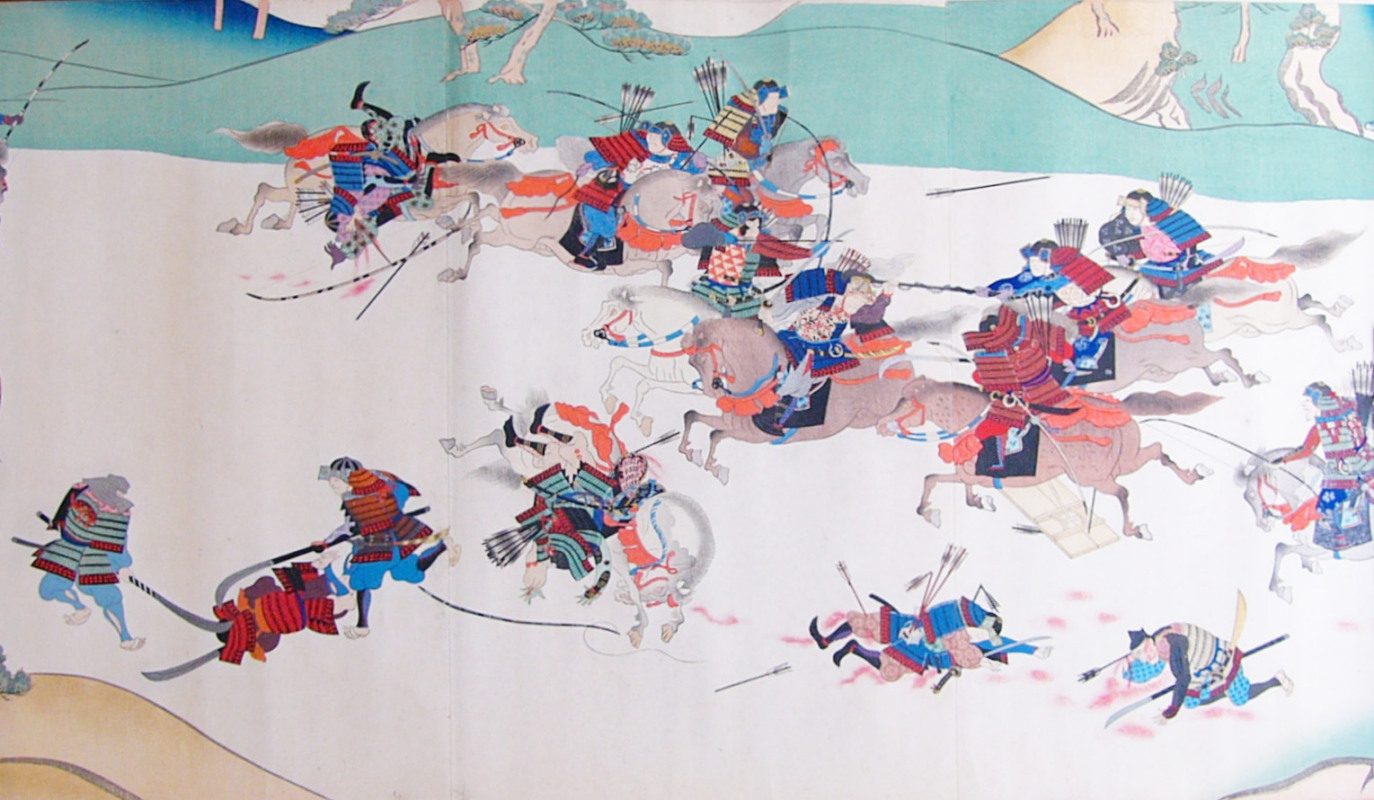
Scène de bataille entre les moines-soldats du Kōfuku-ji et l’armée régulière. Reproduction de 1924 (rouleau 2 section 2).

Le Kasuga gongen genki-e est composé de vingt rouleaux de soie longtemps conservés au Kasuga-taisha, puis depuis 1875 au sein des collections de la maison impériale. L’emaki compte quatre-vingt-treize sections composées d’un texte et d’une illustration relatant plus de cinquante histoires, ainsi qu’une introduction et une conclusion. Un rouleau additionnel fait office de préface et détaille les peintres et l’élaboration de l’ensemble. La hauteur des vingt rouleaux oscille entre 40 et 41,5 cm, et la longueur entre 634,9 (rouleau 18) et 1208,5 cm (rouleau 19).
Le sanctuaire Kasuga est étroitement lié au clan Fujiwara, dont le commanditaire de l’œuvre, Saionji Kimihira, ministre de la Gauche, descend, expliquant l’usage de la soie, matériau luxueux et rarement employé pour les emaki. Le peintre ayant supervisé la réalisation est selon les informations mentionnées dans le dernier rouleau Takashina Takakane, un artiste de haut rang, directeur de l’e-dokoro de la cour. Les textes relatant les différentes légendes ont été rédigés par le moine Kakuen, jeune frère de Kimihira, assisté de deux lettrés du Kōfuku-ji, Jishin et Hanken. De l’avis des historiens, ils se sont largement inspirés de chroniques et recueils de légendes existants déjà à cette époque, souvent avec des variations. Takatsukasa Mototada et ses trois fils, du clan Fujiwara, ont finalement réalisé les calligraphies.
De nos jours, l’état de conservation de l’œuvre est excellent. Sauf exceptions, seuls des personnages de haut rang – empereurs, shoguns, aristocrates – ont pu consulter ou emprunter l’emaki. Plusieurs copies ont été réalisées, dont six complètes détenues par la famille Kajūji (XVIIIe siècle), la bibliothèque Yōmei (Yōmei bunko, XVIIIe siècle), le Kasuga-taisha (XVIIIe siècle), le musée national de Tokyo (deux exemplaires, 1845 et 1935) et la bibliothèque de La Diète (1870).

## Style et composition

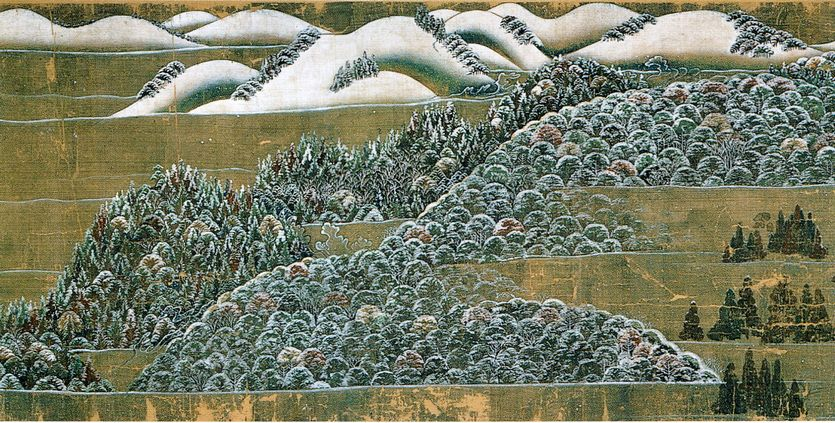
Paysage ayant pour sujet les montagnes enneigés proche du sanctuaire Kasuga. Le contraste des couleurs, la précision du trait et les légères touches de peinture pour les détails en font une des meilleures scènes de paysage hivernal dans les emaki (rouleau 11 section 2).

Le début du XIVe siècle dont date l’emaki marque la fin de l’âge d’or de l’art des emaki, qui deviendra mineur à l’époque de Muromachi. Le Kasuga gongen genki-e illustre ainsi parfaitement la transition du yamato-e entre les époques de Kamakura et de Muromachi, et l’extrême diversité de ses motifs aura une grande influence sur les écoles de yamato-e ultérieure, notamment l’école Tosa.
Le style pictural est parfaitement maîtrisé, avec des couleurs riches, harmonieuses et élégantes ainsi que des lignes équilibrées, montrant un art parvenu à maturité. Il en résulte un chef-d’œuvre d’une grande qualité artistique, au rythme et à la composition très formels,. Le style de Takakane reste par conséquent très traditionnel, les conventions l’emportant sur l’expression individuelle de l’artiste. Comme son rang le laisse supposer, le peintre maîtrise également parfaitement l’iconographie bouddhique très présente dans l’œuvre. 

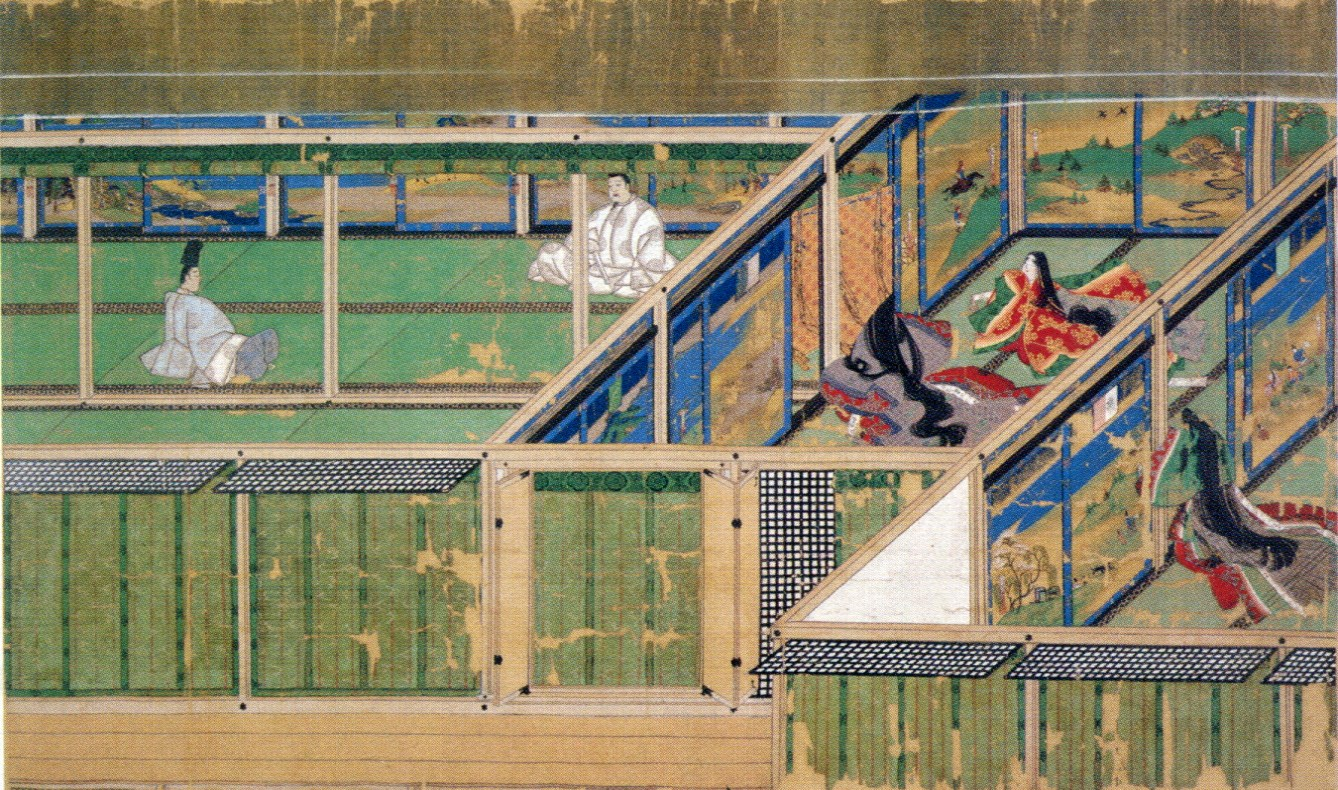
Le ministre Horikawa rapporte un oracle des divinités du sanctuaire Kasuga à son gendre, tandis que sa fille se trouve, agitée, dans la pièce voisine. La composition suit la technique du fukinuki yatai, afin de représenter des espaces intérieurs en omettant le toit. La grande beauté de cette scène réside dans les vêtements des aristocrates et les peintures d’intérieur sur panneaux de bois (rouleau 3 section 1).

Tant les paysages que les scènes de vie et les architectures apparaissent particulièrement réalistes et cohérents selon les différents plans et points de vue ; l’artiste visait sans doute à rendre plus convaincantes les légendes miraculeuses décrites dans les rouleaux, mais une volonté de réalisme caractérise plus généralement les arts de l’époque de Kamakura,. Une influence de la peinture chinoise des Song se ressent sur les décors « d’un genre unique », au trait plus impétueux et à la composition organisée sur trois plans, qui montre que l’atelier de la cour avait su intégrer des éléments stylistiques nouveaux à leur art.
Pour combattre la monotonie due à la multiplication des contes et légendes rendus par des compositions soignées, mais relativement statiques et schématiques, l’artiste individualise ses scènes par le soin apporté aux détails. Il intègre également parmi les courtes histoires des illustrations plus longues afin de ménager des moments plus intenses dans la narration. L’usage de brumes est intensif dans les compositions pour cadrer les scènes et illustrer les faits et gestes des personnages de façon plus intime. L’impression générale véhiculée par l’œuvre reste le calme, la beauté et la tranquillité, au détriment du dynamisme des traits et du rythme.
Le Kasuga gongen genki-e apparaît stylistiquement proche de l’Ishiyama-dera engi emaki, du Hossō-shū hiji ekotoba (aussi nommé Genjō Sanzō e) ou du Komakurabe gyōkō emaki,.

## Historiographie

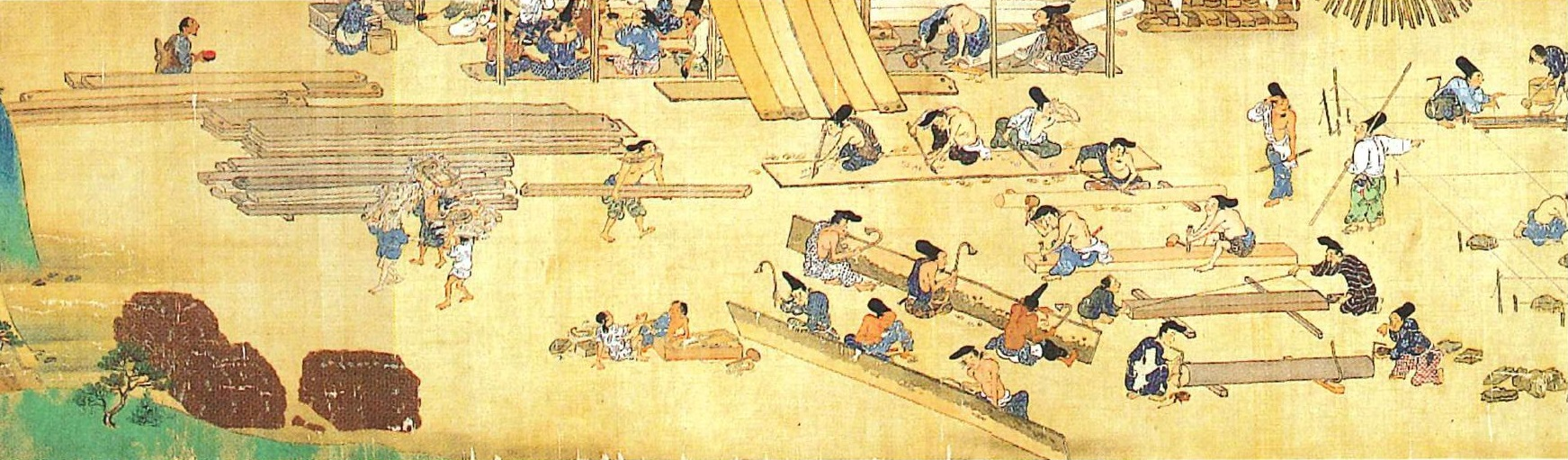
Scène montrant des méthodes de travail de charpentiers dirigés par un maître d’œuvre dans la Japon médiéval (rouleau 1 section 3).

La taille et la diversité des sujets traités font de l’œuvre une source historiographique précieuse sur la société médiévale du Japon. Par la précision de la mise en scène de la vie quotidienne, l’œuvre se rattache aux tendances réalistes en vogue à l’époque de Kamakura. Le septième rouleau montre par exemple une scène de bugaku, danse traditionnelle japonaise.